# Александрийский протокол
Александри́йский протоко́л (араб. بروتوكول الإسكندرية) — документ, принятый 7 октября 1944 года в Александрии по итогам встречи представителей пяти арабских государств (Египет, Иордания, Ирак, Ливан, Сирия), которым они постановили создать межарабскую организацию. На основании этого Соглашения в 1945 году была образована Лига арабских государств. 

## Содержание
Соглашение провозглашало равенство всех государств-членов будущей организации.
Главными её целями назывались укрепление взаимоотношений между арабскими странами, координация их политических шагов на международной арене, а также совместные оборонительные действия в случае агрессии против какой-либо из стран-участниц.